# عباس نشيميريمانا
عباس نشيميريمانا (19 مايو 1998 ببوروندي - ) هو لاعب كرة قدم بوروندي في مركز الوسط. شارك مع منتخب بوروندي لكرة القدم. أما مع النوادي، فقد لعب مع Bujumbura City FC ‏.

## وصلات خارجية
- عباس نشيميريمانا على موقع قاعدة بيانات كرة القدم.إي يو (الإنجليزية)
- عباس نشيميريمانا على موقع ناشيونال فوتبول تيمز (الإنجليزية)
- عباس نشيميريمانا على موقع Soccerway.com (الإنجليزية)